# Museo della città e del territorio (Monsummano)
Il Museo della città e del territorio si trova a Monsummano Terme (provincia di Pistoia) dentro l'antico Ospizio dei Pellegrini.

## Storia
L'Osteria dei Pellegrini venne costruita su iniziativa del granduca di Toscana Ferdinando I de' Medici tra il 1607 e il 1616 su progetto di Gherardo Mechini. Si trattava di un luogo di accoglienza dei visitatori del vicino Santuario della Fontenuova, eretto proprio in quegli anni.
Nel 1775 l'edificio cambiò utilizzo, divenendo sede della Comunità delle due Terre che unificava i comuni di Monsummano e Montevettolini. Nel 1833 ospitò la Cancelleria e nel 1855 fu acquistato dalla comunità locale, che lo destinò a ospitare le carceri e gli uffici giudiziari. Questi ultimi vi ebbero sede fino agli anni Settanta del Novecento.
A partire dal 1995, fino al 1998, l'ex Ospizio è stato oggetto di importanti lavori di ristrutturazione e adeguamento in previsione dell'apertura di un nuovo museo dedicato alla storia locale, con una panoramica completa dell'insediamento di Monsummano dalla preistoria al Novecento. Il primo piano del museo è stato aperto il 12 dicembre 1998, il secondo l'11 giugno 2005.

## Percorso espositivo
Il museo è organizzato in settori, quindici più quello di ingresso con funzione di coordinamento, legato all'ambiente ed alla storia.
- La prima sezione è quella di Geologia e Paleontologia, con reperti fossili e un campionario di rocce del colle di Monsummano; spiccano i marmi pregiati, tra cui il rosso, usato nelle basiliche fiorentine di Santa Maria del Fiore e Santa Maria Novella, e il travertino dorato usato nella stessa loggia dell'Osteria.
- Nella sezione di Archeologia antica e medioevale è documentato il popolamento della zona. In epoca etrusco-romana tutta la Valdinievole doveva essere un luogo per lo più di transito, con alcuni luoghi di sosta sacri, come testimonia un bronzetto del III secolo a.C. di Ercole promachos, trovato nel 1887 a Castelmartini. Sono esposti alcuni materiali ceramici e laterizi risalenti all'epoca romana, provenienti dai siti archeologici di Villa San Paolo al Pozzarello, di Vaiano e Segalare, alle pendici del Monte Albano. Tra l'XI e il XII secolo venne costruito il castello di Monsummano Alto, di cui è esposta una ricostruzione nell'aspetto del XIV secolo, quando entrò a far parte dei domini fiorentini come presidio sul confine con la Repubblica di Lucca.
- La sezione sul Padule di Fucecchio documenta con foto, ricostruzioni e oggetti (tra i quali un originale "barchino", usato per la pesca, e un "barcone", usato per il trasporto merci) la vita e le attività produttive nell'area paludosa: coltivazione di erbe, pesca, scalo sull'idrovia tra il Valdarno e il mar Tirreno.
- Nella sezione "Fattorie Granducali", si ricostruisce, tramite carte e immagini, il sistema delle ville medicee e delle fattorie che punteggiavano le pendici del Monte Albano e i dintorni del lago Padule. Sono quindi documentati i nuclei abitativi di Ponte a Cappiano, Altopascio, Montevettolini, Stabbia, Bellavista, Terzo e Castelmartini, comprese le attività produttive che in ciascuna avevano sede.
- La sezione "Monsummano da santuario a città" documenta il popolamento della pianura dopo le bonifiche, la miracolosa apparizione della Vergine del 9 giugno 1573 e la creazione del santuario di Santa Maria della Fontenuova (1602).
- La successiva sezione "Arte sacra e religiosità popolare" ricostruisce l'evento miracoloso e la devozione popolare tramite immagini ed ex voto.
- Il "Tesoro di Maria Santissima della Fontenuova" è una raccolta di arte sacra, con oggetti di oreficeria provenienti dal santuario. Spiccano una corona in oro e gemme donata da Ferdinando I e i corredi liturgici.
- La sezione "Valdinievole felix" documenta lo sviluppo della zona dopo la scoperta nel XIX secolo delle sorgenti termali, in particolare della Grotta Giusti.
- La sezione "La stanza del cielo" ricostruisce l'attività del Planetario e gli studi degli astronomi toscani, in particolare Francesco Inghirami.
- La sezione "Attività produttive e protoindustriali", espone attrezzi da lavoro e immagini fotografiche che illustrano la nascita e lo sviluppo dell'attività manifatturiera, oltre che dei mestieri tradizionali, soprattutto femminili, come l'intreccio delle erbe della palude.
- "Attività termali" ricostruisce la storia della casuale scoperta della Grotta Giusti, riprodotta in questa sezione.
- "Emigrazione-immigrazione", documenta l'emigrazione degli anni 1929-30 (con emigrati illustri quali Yves Montand) e l'immigrazione dal meridione d'Italia degli anni 1951-1961.
- La sezione "Il padule della memoria", ripercorre l'evento storico della strage del Padule di Fucecchio del 23 agosto 1944, che provocò 175 vittime).
- "Crescita industriale e aziende familiari", sullo sviluppo dell'industria locale nel secondo dopoguerra.
- "Il divenire della città", sugli anni più recenti.